# Последний человек из Атлантиды
«После́дний челове́к из Атланти́ды» — фантастический приключенческий роман русского советского писателя-фантаста Александра Беляева, его первое крупное произведение. Впервые опубликован в 1925 году в журнале «Всемирный следопыт» (№ 5—8), книжное издание выходило в 1927 и 1929 годах в издательстве «Земля и фабрика» (в одной книге с романом «Остров погибших кораблей»). После 1957 года роман выпускался в журнале «Знание — сила» (1957, № 4 и 5) и включался во все собрания сочинений А. Р. Беляева, печатался в сборниках произведений писателя. Переведён на английский, болгарский, румынский, чешский и эстонский языки.
Роман посвящён судьбе легендарной Атлантиды и включает две части, действие которых разворачивается в условной современности и в последние дни существования Атлантиды. Американец Солли, составивший несметное состояние на военных поставках во время мировой войны, увлёкся идеей отыскать Атлантиду, нанял профессора Ларисона и финансировал строительство небольших подводных лодок. Когда Солли почти разорился (после четырёх лет безрезультатных поисков), профессору удалось мобилизовать мировую научную общественность и отыскать на дне морском руины столицы Атлантиды. Судьбу атлантов профессор Ларисон изложил в художественной форме; рукопись его повествования была обнаружена после его смерти. Основными персонажами рукописи Ларисона являются жрец Акса-Гуам-Итца, из-за влюблённости в рабыню поднявший восстание рабов, и гениальный раб-скульптор и ювелир Адиширна-Гуанч, выкравший из дворца царевну Сель — дочь царя атлантов. Восстание рабов тайно поддерживает и высшее жречество, озлобленное на царя, лишившего жрецов мест в государственном совете и сократившего пожертвования храмам. Однако жрецы узнали о грядущем извержении вулкана, которое может погубить Атлантиду, и смогли организовать эвакуацию, потопив восстание рабов в крови. Царь с армией бежал на кораблях в Африку, Адиширна-Гуанч и Сель погибли в огне извержения. Акса-Гуам сумел спастись на одном из последних кораблей и попал куда-то в Европу, где жили примитивные племена. Акса-Гуам остался в этих местах последним человеком из Атлантиды, передав местным жителям историю о Золотом веке.
Роман вызвал интерес советских и российских литературоведов, которые чаще всего интерпретируют «Последнего человека из Атлантиды» как фантазию на историческую тему, в которой в превращённой форме нашли отражения бурные события революции 1917 года и гражданской войны. Сопоставление судьбы погибшей Атлантиды и апокалиптических последствий революционных событий является общим местом литературы Серебряного века, в том числе и фантастической. В романе широко используются литературные тропы, онимы и целые фрагменты Ветхого Завета. Описания Атлантиды перерабатывались А. Р. Беляевым из французской книги Роже Девиня «Атлантида, исчезнувший материк» (1923) и очерка Н. А. Толстого «Последний человек из Атлантиды» (1916).

## Сюжет
Роман состоит из двух частей, имеющих собственные названия, как и каждая из глав, на которые разделены части. В первой части (4 главы) описана история открытия Атлантиды, события в которой происходят в условное «наше» время, не слишком отдалённое от времени написания произведения. Вторая часть (20 глав) — рукопись одного из первооткрывателей Атлантиды — профессора Ларисона, которая «слишком научна для романа, и слишком романтична для науки». От лица Ларисона утверждается, что все имена и названия взяты из языка атлантов, за исключением самой Атлантиды и её столицы Посейдониса, как утвердившихся со времён Платона. Главы обозначены римскими цифрами.

### «Как была открыта Атлантида»
Нью-йоркский фабрикант и биржевик Генри Солли, составивший огромное состояние на поставках во время мировой войны, переживает инсульт, и врачи рекомендуют ему отойти от дел. Некоторое время он занимался коллекционированием (втайне мечтая прославиться), но в конце концов возымел отвращение к этому делу, когда ему продали поддельного Корреджо. Однажды скучающий Солли наткнулся на книгу Девиня об Атлантиде и загорелся идеей найти эту легендарную землю. Промышленник вложил огромные деньги во флотилию мини-субмарин, способных исследовать морское дно и выпускать водолазов. Расходы были рассчитаны, чтобы покрываться процентами с вложенного капитала. Главным научным консультантом у Солли стал фанатично верующий в существование Атлантиды профессор Ларисон, который убеждал продолжать исследования дна Атлантики на протяжении четырёх лет. Солли был вынужден тратить основной капитал, газетчики также совершенно утратили интерес к экспедиции. Наконец, Ларисон убедил патрона, что необходимо погрузиться на максимальную глубину — к подножью подводных гор. Однако, несмотря на привычку к риску, Солли вычислил, что средств хватит всего на два месяца продолжения работ, после чего он полностью разорится.
Профессор Ларисон, найдя под слоем мягкого туфа нечто, напоминающее черепицу, организовал газетную кампанию, обращённую «ко всему культурному человечеству», которая возымела действие. На подмогу отряду Солли явилась вспомогательная флотилия и очень быстро были найдены неоспоримые следы Атлантиды — каменная кладка из чёрных, белых и красных камней. Сенсация заставила почти все мировые правительства подключиться к подводным работам. На пятом году были найдены развалины храма Посейдона и при нём огромная библиотека на бронзовых пластинах. Письмо атлантов расшифровал русский учёный-лингвист, и постепенно Атлантида стала раскрывать свои тайны. После окончания работ в Европе был основан Международный музей Атлантиды, построенный в стиле атлантов и включающий триста шестьдесят залов с утварью, предметами искусства и культа древней цивилизации. К музею примыкали научно-исследовательский институт и библиотека с более чем двумястами тысячами книг об Атлантиде. Дубликаты находок оказались столь многочисленны, что их смогли передать в музеи Москвы, Парижа и Лондона. На международной конференции и при открытии музея свою долю славы получил и Солли, чья скука и лишние деньги помогли отыскать древний континент.

### «Последний человек из Атлантиды»
Действие начинается в гавани Посейдониса, которую обозревают прибывшие в столицу мира правители подчинённых владений Востока. Царь Ашура (имя его не называется) — потенциальный жених царевны Сель, дочери повелителя Атлантиды Гуан-Атагуерагана. Город Посейдонис расположен на склоне горы, и его окаймляет гигантская статуя бога Солнца работы скульптора-раба Адиширны-Гуанча — полулежащая фигура, высеченная из целой горной цепи. Сель независима, любит играть в амазонку, и влюблена в гениального скульптора-раба, который решился поведать ей о своих чувствах. Тем временем царь Атлантиды принял решение ограничить власть жречества, сократив число жрецов в Верховном Совете с семи до трёх. Против этого решения пытается возражать жрец Шишен-Итца, чья дочь отобрана в гарем царя, однако царь не слушает его. На празднике Солнца старый пророк На-Шан предсказывает, что на царя обрушится гнев богов. Акса-Гуам, сын Шишена-Итца, полюбил рабыню Ату, проникся сочувствием к рабам и решил возглавить их восстание против власти жрецов и царя. Тому есть причина: Акса-Гуам совершенно не в восторге от перспективы, что его сестра попадёт в гарем царя. Параллельно жрецы составляют заговор и тайно избирают слабовольного брата царя по имени Келетцу-Ашинацак — владетеля острова Атцор у берега Атлантиды, — который ничтожен настолько, что боится даже сфабрикованного для него «оракула». Перед началом восстания раб Куацром вываливает перед Акса-Гуамом отрубленную голову его отца, который хотел донести царю на собственного сына. Адиширна готов идти с Акса-Гуамом до конца, ибо получил послание от принцессы Сель, которая должна уехать с царём Ашура. Жрецы и двор, хорошо осведомлённые о подготовке восстания, утопили его в крови. Рабы и рабыни Чёрного Города обвинили в предательстве и гибели их близких Акса-Гуама, но его ценой жизни спасла Ата, прикрыв телом от брошенного копья.
На совещание с царём явился верховный жрец — 149-летний Ацро-Шану, — заявив, что Атлантида вскорости обречена погибнуть от землетрясения и извержения вулкана и необходимо срочно эвакуироваться. Его слова подтверждаются подземным ударом. Жрец требует амнистировать рабов, чтобы как можно быстрее построить корабли-ковчеги, вывезти царскую казну, воинов, жрецов и придворных. Это предложение приводит царя в ярость. Ацро-Шану предложил публично объявить об амнистии, но в конечном итоге предать рабов — часть оставить погибать в Атлантиде, в последний момент пообещав за ними вернуться, а рабов, взятых на ковчег, перебить после обоснования на новом месте и приобретения новых. На этот вариант Гуан-Атагуераган без всякого энтузиазма согласился. Царевна Сель исчезла из Соколиного Гнезда — высокой башни в скале, куда её заточил отец, а её нянька сообщила, что царевну похитил крылатый змей. На самом деле это был Адиширна-Гуанч, который спустился по канату с вершины горы. Царь Атлантиды был в гневе, ибо брак дочери с царём Ашура стал бы солидным козырем при грядущем изгнании. Адиширна и Сель поселились в горах, наслаждаясь любовью и свободой; к ним примкнул и оправившийся от телесных ран Акса-Гуам: он добывал влюблённым пищу охотой. Катастрофа сама напомнила о себе, когда обрушился горный хребет, и во время первого извержения Адиширна и Сель разлучились с Акса-Гуамом. Бывший жрец чудом сумел выплыть и попал на борт одного из последних кораблей, покидающих гибнущий Посейдонис. Переждавшие первый удар Адиширна и Сель решили попытаться достигнуть Африки, однако во время второго извержения Сель была тяжело ранена во время камнепада, Адиширна с трудом доставил её на уцелевшую виллу Ацро-Шану. Там он застал престарелого жреца, созерцавшего гибель известного ему мира, и описывавшего её до последнего момента, рассчитывая, что в далёком будущем кто-то прочитает его записи. Все трое погибли, когда Посейдонис и весь остров Атлантида погрузился в гигантский водоворот в океане.
Старый жрец Шитца, руководивший эвакуацией царя Гуан-Атагуерагана, вернулся в Посейдонис, чтобы вызволить оставшихся. На корабле, где он оказался, умерли все; течения занесли атланта на землю нынешней Бретани, где обитали белокурые люди в звериных шкурах, кое-как обрабатывающие камни и не ведающие огня. Жрец поселился в пещере и каждое утро ждал восхода солнца, которое однажды показалось из-за пелены облаков. Шитца пел гимны и мало-помалу завоевал доверие туземцев: познакомил их с разведением огня и с блестящим бронзовым оружием, начал обучать их разным ремёслам и рассказывать о великой Атлантиде, но вскоре заболел от сурового климата. Пробравшись на вынесенный морем корабль, жрец нашёл там истощённого Акса-Гуама, который схоронился в трюме и чудом выжил, перенеся цингу, совершенно неизвестную атлантам. Больной Шитца умер на рассвете, успев улыбнуться первым лучам своего бога — Солнца. Акса-Гуам остался один среди дикарей — последний человек из Атлантиды. Ему осталось только учить туземцев земледелию, добыванию огня и другим занятиям. Рассказы об Острове Блаженных стали передаваться от поколения к поколению как священное предание.

## История создания и публикации. Рецепция

Титульный лист, корешок и обложка сборника «Остров погибших кораблей» (1927) — книжное первоиздание романа «Последний человек из Атлантиды». Рисунок на обложке Б. Шварца

«Последний человек из Атлантиды» — одно из первых произведений А. Р. Беляева. В уцелевших фрагментах архива А. Р. Беляева сохранилась следы интереса писателя к теме Атлантиды. Например, представлена вырезка из парижской газеты «Фигаро», в которой говорилось об основании «Общества атлантовских исследований» (Société des études atlantéennes). Основным источником сведений об Атлантиде послужила книга одного из основателей этого общества Роже Девиня, «Исчезнувший материк. Атлантида, шестая часть света» (1923), которую Беляев читал во французском оригинале. Было ли ему известно о русском переводе данной книги, неизвестно; в любом случае, перевод вышел уже после опубликования журнального варианта повести, в 1926 году. Дочь писателя — Светлана Александровна — почти не сохранила воспоминаний об обстоятельствах написания текста, отмечая лишь, что Беляев не запоминал имён своих героев, заранее составлял «шпаргалку» и постоянно сверялся с нею. Иногда он диктовал своей супруге, как сам выражался, «с мозгов», как если бы перед ним лежал готовый текст, но это было возможно только на последнем этапе, полностью обдумав план и содержание. Готовая рукопись, как правило, не правилась и не переделывалась, если только это не диктовалось условиями издательства или требованием редактора. Александр Беляев утверждал, что «если он станет поправлять, будет только хуже». Светлана Беляева приводила единственную анекдотическую историю, связанную с иллюстрированием «Последнего человека из Атлантиды» (не конкретизируя издание и год). Художник обратился к сцене, когда нянька предлагает царевне Сель, собиравшейся на свидание, приколоть к груди розу, но на иллюстрации царевна изображена почти обнажённой: «Срочно надо было что-то делать: либо вычеркнуть из текста розу, либо художнику одеть девушку». Лениздатовское издание 1986 года (редактор-составитель С. Беляева) иллюстрировал Е. И. Аносов (1939—1985), который скончался, не успев завершить цикл иллюстраций — не хватало двух изображений. По воспоминаниям его вдовы, художественному редактору и художнице М. Шрёдер стоило большого труда «войти в стиль».
Роман впервые публиковался в 1925 году в журнале «Всемирный следопыт» (номера с пятого по восьмой). Книжное издание вышло в 1927 году под одной обложкой с романом «Остров погибших кораблей» в 1927 году, и было повторено в 1929 году. Далее роман не переиздавался до 1957 года, когда существенно сокращённый текст (только главы, составляющие рукопись профессора Ларисона) увидел свет в журнале «Знание — сила» в номерах 4 и 5. Впоследствии роман включался во все собрания сочинений А. Р. Беляева, сборники его произведений, переводился на румынский (1959 и 1964), болгарский (1960), чешский (1985), английский (2010) и эстонский (2013) языки.
Композитор Н. М. Пузей в начале 1990-х годов впервые обратился к оперному жанру, избрав в качестве сюжета для либретто «Последнего человека из Атлантиды», работая над ним с литературным соавтором. Критики именовали оперу, завершённую накануне восьмидесятилетия, творческим завещанием композитора, характеризуя её как «философскую притчу о природе власти, любви и творчества». На основе оперы композитор создал музыкально-драматическое действо «Гибель Атлантиды», представленное в концертном исполнении в зале Свердловской филармонии в 1994 году. По отзыву музыковеда С. А. Баска, произведение высвечивало «характеры необычных героев и ситуаций», хотя и, как обычно у Н. М. Пузея, оказалось интонационно суховатым.
В 2011 году завершилась работа над мультфильмом «Последний человек Атлантиды» (режиссёр Владлен Барбэ), чья сюжетная линия построена на романах «Последний человек из Атлантиды» и «Человек-амфибия». Работа над этим проектом началась ещё в 2000 году, причём сценаристы существенно скорректировали сюжет. Например, в центре повествования оказался жрец Адишарна, который, предчувствуя гибель Атлантиды, заковал нескольких своих соплеменников (в том числе Ихтиандра) в мраморный саркофаг, дабы когда-нибудь, хотя бы и через тысячелетия, возродили цивилизацию. Соответственно, в сценах, действие которых происходит в наши дни, Ихтиандр оказался не столько романтическим беляевским героем, сколько могучим суперменом-атлантом. Работа затянулась как из-за экономических сложностей, так и из-за смены технологического оснащения анимационного кино, которое пришлось как раз на двухтысячные годы. Переоборудование студии и обучение персонала заняло около года. После завершения проекта между продюсерами началась судебная тяжба. Фильм в итоге был выпущен только в 2018 году.

## Литературные особенности

### Критика 1920-х годов
В редакционном предисловии к журнальной публикации 1925 года замысел А. Р. Беляева характеризовался как попытка на научной основе воссоздать жизнь легендарной Атлантиды; основным методом выступает аналогия с древнейшими культурами Востока. Неподписавшийся автор предисловия разделял веру в существование погибшего континента. «Жёсткие рамки научности» в известной степени ограничивали авторскую фантазию, что сказалось на занимательности текста. Впрочем, главной авторской задачей являлось ознакомление читателей с жизнью Атлантиды, насколько она может быть реконструирована «в разбросанных по свету преданиях и археологических следах». Прилагался и словарик имён и занятий персонажей. В аннотации к книжному изданию 1927 года (также не подписанной) подчёркивалось, что роман написан на стыке исторического и фантастического жанров. Он не является историческим в смысле «изображения твёрдо установленных наукой событий», однако и фантастика базируется на «изучении народов и государств более или менее аналогичных предполагаемой Атлантиде». Отдельного упоминания удостоилась актуальность показанного автором восстания рабов, его внимание к «линиям классовых противоречий в древнем мире». В общем, несмотря на «отдельные недостатки мировоззрения автора», его книги «несомненно, доставят то занимательное и полезное чтение, в котором испытывает такой недостаток современная масса читателей». В рецензии журнала «Сибирские огни» (подписанное «Ал. Мих.») предисловие именовалось «умилительным», а само произведение характеризовалось как «плохой приключенческий роман научно-фантастического типа». Критик с сарказмом указывал на невозможность совместить «сказочный» характер Атлантиды как таковой и историчность изображаемых реалий. Раздражение у А. Михайлова вызвали и имена атлантов, ассоциируемые с дворовым фольклором: «Отсутствуют всё же „Ламца-Дрица“ и „Алёша-Ша“»; не менее саркастично подан «цыганский романс» («Атлантида тихо дремлет // В голубых лучах луны…»). 
Геолог Сергей Обручев (чей отец написал несколько фантастических романов, в том числе об Атлантиде) характеризовал А. Беляева как «эпигона приключенческого романа», который «не оставит следа в художественной литературе». В рекомендательном бюллетене Библиографического института ОГИЗа издание сборника «Остров погибших кораблей. Последний человек из Атлантиды» предназначалось для городских библиотек. Романы объявлялись «не блещущими художественными достоинствами» и «не представляющими особой ценности в отношении социальной обстановки». При этом «Последнего человека…» всё-таки признавали «довольно занимательным», хотя и «мало нужным для библиографической работы».

### Жанровые маркеры
«Последний человек из Атлантиды» принадлежит раннему, так называемому московскому (по месту жительства писателя) периоду творчества А. Р. Беляева, вместе с «Островом погибших кораблей», «Властелином мира», «Борьбой в эфире» и «Человеком-амфибией». По мнению автора единственной монографии о творчестве А. Беляева Бориса Ляпунова, текст, печатавшийся в 1925 году в журнале, может быть охарактеризован как повесть, тогда как полное книжное издание, несмотря на небольшой объём, по эпичности замысла и широте панорамы вполне отвечает определению романа.
Практически все литературоведы, обращавшиеся к «Последнему человеку…», отмечали, что фантастический элемент в романе сводится к самому́ существованию Атлантиды. Б. Ляпунов характеризовал замысел как «фантазию на историческую тему», А. Ф. Бритиков — как «научно-фантастическую реконструкцию», в которой Беляев выступил в роли фантаста-историка, или, точнее, археолога. Евгений Харитонов относил Александра Беляева к одному из предтеч жанра криптоистории: в «Последнем человеке…» реконструируются истоки мифа о Золотом Веке как следствие гибели действительно существовавшей могущественной державы. Характеристика рукописи профессора Ларисона — «слишком научна для романа, и слишком романтична для науки» — вполне приложима к самому А. Р. Беляеву. При этом историческая фантастика органично включала множество удачных научно-технических предвидений, осуществлённых к концу XX века. В романе упомянуты: подводная археологическая экспедиция, компактные подводные аппараты для глубоководной разведки и исследований, радиосвязь под водой, геологическая разведка морского дна и подводное бурение.
Израильский литературовед Зеев Бар-Селла также подытоживал, что в романе всего два фантастических допущения — Атлантида и её открытие. Всё остальное является не фантастикой, а фантазией, позволяющей «писателю придумать своих героев, снабдить их чертами лица, характера и биографией». Фактически «Последнего человека из Атлантиды» можно назвать историческим романом, только «с документами Атлантиде не повезло». А. Ф. Бритиков в своё время утверждал, что, работая с фантастическими допущениями, А. Р. Беляев стремился оставаться в русле популяризации науки и не отрываться от научных источников. Если в «Аэлите» А. Н. Толстого задействованы «романтические, но призрачные» псевдоисторические предания, то в «Атлантиде» Беляева нет ни летательных аппаратов, ни иных невозможных в древности вещей, уровень цивилизации Посейдониса не выходит за рамки бронзового века. Писательница М. Соколова подчёркивала увлекательность и живость описаний показанной в романе рабовладельческой империи, полнокровность образов Адиширны-Гуанча и царевны Сели; произведение Беляева будит воображение и вызывает желание познать неведомое. Писатель всегда утверждал, что научно-фантастическая проза должна быть полноценным литературным произведением, а не «научно-литературным недоноском», и всегда осуществлял это на практике. Литературоведы Г. Д. Стасива и А. А. Ворожбитова, также сравнивая «Последнего человека из Атлантиды» с толстовской «Аэлитой», констатировали выбор Беляевым пути фантаста-учёного. Отмечалось также сильнейшее воздействие революционных событий на обоих писателей. В частности, критик М. Лазарев в юбилейной статье к 75-летию А. Беляева подчёркивал, что в своих произведениях писатель никогда не забывал о социальном содержании, и в своём романе об Атлантиде он выразил общую для его произведений тему борьбы против порабощения и угнетения человека.
Иногда и в литературоведении XXI века встречаются утверждения, авторы которых следуют критической линии 1920-х годов. В. Б. Махаев именовал роман «чтивом революционной эпохи», предназначенным для информирования широких масс о героических временах и персонажах; в некотором роде «Последний человек из Атлантиды» — «занимательная квинтэссенция истории мировой культуры». Претекстом описания Посейдониса — допотопной столицы мира — признаётся пересказ легенды о Динокрите. Библиотекарь Н. А. Трябин рассматривал роман в контексте научно-фантастической и приключенческой литературы, но полагал, что «Последний человек…» уступает и эталону жанра — произведениям Жюля Верна, а также Конан-Дойла и даже Обручева. Несмотря на увлекательность действия, Беляеву не удалось привнести ничего нового в приключенческое повествование о «затерянном мире», да и сюжет романа вторичен, полон жанровых клише. «В нём не находится места для широты беляевской фантазии, а, что ещё более важно, для его научно-фантастического дара предсказателя технического прогресса». К научной фантастике «Последний человек из Атлантиды» относится лишь опосредованно. «…Это ещё одно произведение, совершенно не выделяющееся в ряду себе подобных».
Писатель Владимир Карпов отмечал, что «Последний человек из Атлантиды» — это первое крупное произведение, опубликованное Беляевым: рассказ «Голова профессора Доуэля», опубликованный в том же «Всемирном следопыте» в апреле 1925 года, был переработан в роман только в 1937 году. По мнению В. Карпова, в «Последнем человеке…» сразу проявились все характерные особенности дарования писателя — умение развернуть фантастическую гипотезу без ущерба для захватывающего действия, создать яркие характеры, впечатляюще зримые картины древней цивилизации. Литературовед Д. И. Старцев связывал с «Атлантидой» роман А. Р. Беляева «Чудесное око», написанный в 1928 году, сочтённый автором неудачным и напечатанный лишь в 1935 году на украинском языке. И там, и там использована классическая схема приключенческого романа, синтезированного с фантастическим допущением. Легенда об Атлантиде продолжает традицию античной литературы и текстов эпохи Возрождения, ибо Беляев трактовал поиски затонувшего города как гуманитарную, созидательную задачу, прославляющую достижения науки, в том числе и советской. История открытия Атлантиды командой мистера Солли и профессора Ларисона была вписана в актуальное для фантастики того времени сюжетное поле, в котором уделялось внимание не только исследованию небесных миров, но и познанию неисследованных глубин океанов и морей. В романе А. Беляева, по словам М. Лазарева, автора захватили красота и богатство подводного мира, его неразгаданные тайны.
Писатель и литературовед Юрий Минералов утверждал, что Александр Беляев написал свои лучшие произведения именно в 1920-е годы, и они содержали достаточный «заряд художественной энергии», который обеспечивал повестям и романам долгую жизнь в литературе. В «Последнем человеке из Атлантиды» выделяется романтическая художественность. Журналист и писатель Борис Ляпунов также подчёркивал стилистические достоинства «Последнего человека из Атлантиды». Беляевское повествование «поэтично и взволнованно» передаёт все детали быта и социального устройства Атлантиды, транслирует читателю запоминающиеся образы, в том числе зримые — таковы описания столицы Посейдониса и царского праздника Солнца. «Сильными и яркими» названы сцены катастрофы. Писателю удавались и образы героев с их душевным содержанием, такова «трогательная» история раба-скульптора, взаимно полюбившего царевну. Впрочем, критику не понравилась первая — научно-техническая — часть романа, которую он называл «шаблонной и надуманной», скучно написанной и контрастирующей с повествованием о последних днях атлантов. «Последний человек…», по мнению Б. Ляпунова, — остросюжетное приключенческое произведение, в котором научно-фантастическое допущение второстепенно, не служит основой действия. Герои же Беляева — всегда люди действия, и писатель всецело обращал внимание читателей на развитие сюжета. Исследователь А. С. Мухин отмечал принадлежность романа А. Беляева к жанру робинзонады: единственный выживший обитатель острова атлантов оказывается среди первобытных дикарей и враждебных стихий Европы каменного века. Одиночество Акса-Гуама тотально, ибо он оказался в мире существ, чья речь «напоминает скорее язык животных, чем людей».